# Copi (Suriname)
Copi, ook wel Copie, is een dorp en voormalige houtplantage in het district Commewijne in Suriname. Het ligt in het natuurreservaat Copi aan de Cassewinicakreek.
In het dorp wonen inheemse Arowakken Medio jaren 2010 deelde men het dorpsbestuur met het dorp Sapendé.
In 2019 gaven Copi en Sapendé een stuk gemeenschapsbos in concessie voor houtkap, die ten goede komt aan de dorpskas.
In 2021 trad oud-hoofdinspecteur van politie August Sabajo aan als dorpshoofd voor Copi alleen.